# Hawala
Das Hawala-Finanzsystem (arabisch حوالة, DMG Ḥawāla, von حَوَّلَ / ḥawwala / ‚wechseln, überweisen‘; Hindi Vertrauen; auch der Begriff Avalkredit bezieht sich darauf) ist im Zahlungsverkehr ein weltweit bestehendes informelles Zahlungsverfahren, bei dem Transaktionen ausschließlich mit Bargeld erfolgen.

## Allgemeines
Das Hawala-Zahlungssystem gehört nicht zum islamischen Bankwesen, sondern zum islamischen Finanzwesen. Das liegt daran, dass einerseits keine Kreditinstitute involviert sind und andererseits keine bankmäßigen Zahlungsverfahren genutzt werden.
Beteiligte sind ein Auftraggeber (Zahlungspflichtiger; arabisch muhil), ein Auftragnehmer (Zahlungsempfänger; arabisch muhtal) und Hawaladare (arabisch muhal  'alayhi) als Betreiber oder Mitglieder des Hawala-Systems für Auftraggeber und Auftragnehmer. Hawala ist ein internationaler Zahlungsverkehr außerhalb des organisierten Bankwesens, bei dem ein Auftraggeber eine Bareinzahlung gegen Entgelt an einen Hawaladar I leistet, der das Bargeld entgegennimmt und einem Hawaladar II übermittelt, der die Barauszahlung an den Zahlungsempfänger im Ausland wiederum gegen Entgelt vornimmt. Im Hawala-System besteht ein potenzielles Informationsdefizit zu Lasten der Kunden, denn diese müssen zunächst darauf vertrauen, dass die Hawaladare ihre Leistungspflichten erfüllen. Um einen Missbrauch zu mindern oder verhindern, nennt der Hawaladar I seinem zahlungsverpflichteten Kunden nach der Bargeldeinzahlung einen Code, den der Kunde an den Zahlungsempfänger, und Hawaladar I an Hawaladar II übermittelt. Hawaladar II zahlt das Bargeld an den Zahlungsempfänger aus, der hierfür wiederum den Code nennen muss.
Die Übergabe von Bargeld fördert die Anonymität bei der Bareinzahlung und bei der Barauszahlung, denn Zahlungspflichtiger und Zahlungsempfänger werden nicht registriert.

## Funktionsweise

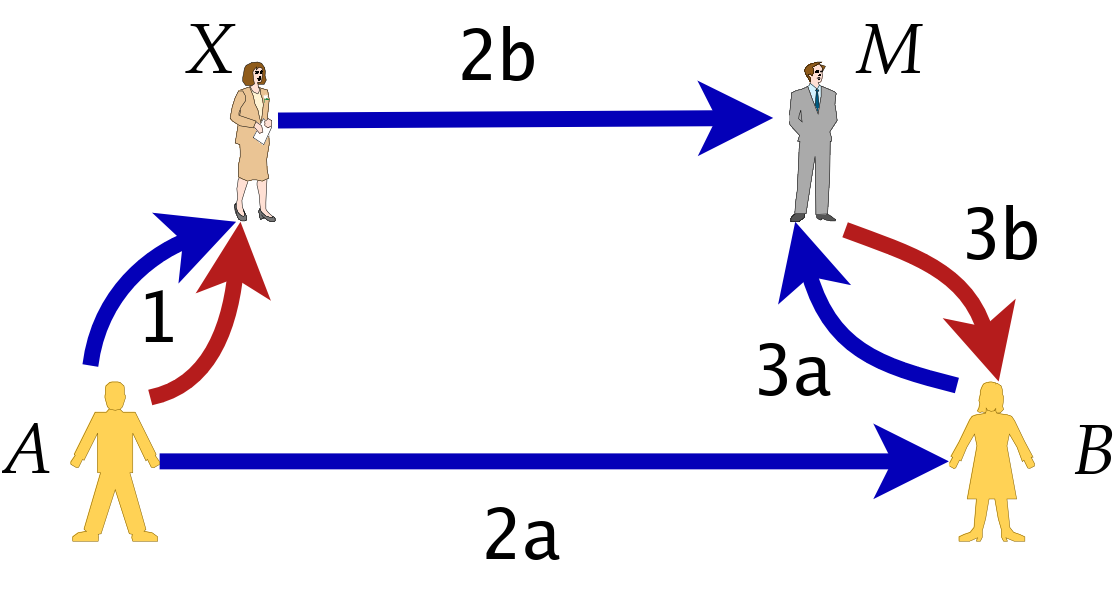
Funktionsweise von Hawala (vgl. Text): 1 – A übergibt Geld (rot) an X und nennt ihm den Code (blau); 2a/2b: Code wird unabhängig voneinander an B sowie M mitgeteilt; 3a: B nennt gegenüber M das Codewort, 3b: woraufhin M weiß, dass B rechtmäßiger Empfänger ist, und ihm das Geld aushändigt.

Hawala basiert hauptsächlich auf Vertrauen.
Beispiel
Eine Person A (Zahlungspflichtiger), die Bargeld an eine Person B (Zahlungsempfänger) transferieren will, muss dem „Hawaladar“ (Händler), dem sie das Bargeld übergibt, vertrauen. Person B muss andererseits ihrem Hawaladar vertrauen. Zudem dient ein zwischen A und B vereinbarter Code zur Authentifizierung gegenüber dem Hawaladar. Bei diesem Code kann es sich z. B. um ein Wort oder um Zahlen handeln.
Person A übergibt an Hawaladar X in New York 10.000 Dollar Bargeld. Dieser steht in Beziehung zu Hawaladar M in Karatschi, der an Person B dort den gewechselten Gegenwert bar auszahlt. Dabei werden Bankgebühren oder Steuern umgangen. Die vom Hawaladar einbehaltene Kommission beträgt dabei 0,25 bis 1,25 Prozent der transferierten Summe. Die gesamte Transaktion kann, sofern A und B sich gleichzeitig bei ihren Hawaladaren (X und M) aufhalten, innerhalb weniger Minuten ablaufen.
Das System hat Ähnlichkeit mit den auf Geschwindigkeit ausgelegten Auslandsüberweisungssystemen von Western Union und MoneyGram mit dem Unterschied, dass bei Hawala X und M voneinander unabhängig handelnde Personen sind, wohingegen bei den genannten Banksystemen jeweils dieselbe Bank sowohl die Rolle von X als auch von M übernimmt. Ein weiterer Unterschied ist, dass sich A und B normalerweise gegenüber den Hawaladaren X und M weder identifizieren noch die Herkunft des Geldes nachweisen müssen. Außerdem können bei Hawala A und B das Codewort bereits vorher absprechen, anstatt von X eine Referenznummer zugewiesen zu bekommen.
Nun hat der Hawaladar X 10.000 Dollar Schulden bei Hawaladar M. Diese Schulden werden mit den nächsten Transaktionen, die mit den Personen A und B nichts zu tun haben müssen, wieder beglichen. Diese „Verrechnung“, die häufig nicht notwendig ist, wird dann im Rahmen gegenseitiger Warenlieferungen, Dienstleistungen oder durch Schmuck, Gold oder andere Wertgegenstände vorgenommen. In Wirklichkeit ist dieses System wesentlich komplexer.
Ein Hawaladar, der betrügt oder sich mit kriminellen Organisationen einlässt, wird früher oder später von seinen nationalen und internationalen Kollegen geächtet und meist mit Berufsverbot belegt. Er bekommt keine Aufträge mehr, und umgekehrt werden keine Aufträge mehr von ihm angenommen. Der Bestrafte verliert mindestens seine Einlage, sein Geschäft und die Reputation in seiner religiösen bzw. ethnischen Gemeinschaft.
Das Büro eines Hawala-Händlers befindet sich häufig innerhalb eines regulären Geschäftes, wie einem Einzelhandelsgeschäft, einem Import-Export-Unternehmen oder einer religiösen oder sozialen Einrichtung. Gleichermaßen ist es möglich, die Geschäfte in einem Café oder auf der Parkbank abzuwickeln.

## Rechtsfragen

### Allgemein
In einem typischen Hawala-System sind die Übertragungen des Bargelds geheim: Es werden keine Aufzeichnungen darüber geführt oder Buchungsbelege ausgestellt, wer Absender und wer Empfänger einer bestimmten Überweisung ist. Dadurch laufen alle Maßnahmen ins Leere, die darauf abzielen, unerwünschte Aktivitäten anhand der damit verbundenen Finanzströme zu identifizieren (etwa Geldwäschegesetz). Das betrifft auch staatliche Maßnahmen
- für Statistiken über die Außenwirtschaft,
- zur Durchsetzung von Embargos,
- gegen Geldwäsche,
- gegen Steuerhinterziehung oder
- gegen Finanzierung illegaler Aktivitäten wie Terrorismus und Drogenhandel.

Daher ist in einigen Staaten das Hawala-System gesetzlich verboten (so in Indien). In anderen Staaten ist nicht das System an sich verboten, aber es gibt Vorschriften darüber, welche Aufzeichnungen bei Finanztransaktionen zu führen sind (die meisten westlichen Länder).

### Deutschland
Im Jahre 1998 ermittelte die Vorgängerinstitution der BaFin, das Bundesaufsichtsamt für das Kreditwesen (BaKred), in 201 Verwaltungsverfahren gegen Unternehmen, die illegal grenzüberschreitende Transferdienstleistungen anboten. 1999 wurden weitere 284 Verfahren eröffnet. Einigen Überweisungsbüros wurde eine reguläre Zulassung des BaKred gegeben, um Finanztransfers nach dem Hawala-Prinzip völlig legal und dauerhaft anzubieten – unter Beachtung der allgemeingültigen bankenrechtlichen Vorschriften. 2002 wurden 120 Verwaltungsverfahren gegen nicht zugelassene, grenzüberschreitend Geld transferierende Unternehmen eingeleitet und im Jahr 2003 weitere 210 Verfahren.
Das Hawala-System gilt seit Juni 2009 als Finanztransfergeschäft nach § 1 Abs. 1 Satz 2 Nr. 6 ZAG und ist nach einem Urteil des Bundesgerichtshofs (BGH) als kriminelle Vereinigung strafbar. Es bedarf nach § 32 Abs. 1 Satz 1 KWG einer Banklizenz, wenn die Handlungen gewerbsmäßig oder in einem Umfang vorgenommen werden, der einen in kaufmännischer Weise eingerichteten Geschäftsbetrieb erfordert. Ohne einen solchen Rahmen erbrachte vereinzelte Zahlungsdienste benötigen mithin keine Erlaubnis und stellen keine Straftat dar.
Hauptproblem ist, dass die über Hawala abgewickelten Zahlungsströme weder durch Aufsichtsbehörden kontrolliert noch reguliert werden können. Jede Bargeldzahlung außerhalb des Bankensystems läuft ohne Aufzeichnungspflicht ab, so dass auch Hawala-Zahlungen nicht durch Buchungen festgehalten werden. Dies begünstigt Straftaten wie Bestechung, Geldwäsche, Schwarzarbeit, Schwarzgeld, Terrorismusfinanzierung oder Steuerhinterziehung. Zudem erscheinen Hawala-Zahlungen nicht als Auslandsüberweisung in Statistiken. Das Hawala-System gehört damit zur Schattenwirtschaft. Die Hawaladare erscheinen nicht als solche, sondern betreiben das Zahlungsgeschäft als Nebentätigkeit zum Einzelhändler oder innerhalb einer religiösen Einrichtung.
Die Hawaladare können sich auch wegen Verstoßes gegen das Außenwirtschaftsgesetz (AWG) (bspw. Irak-Embargo gemäß § 74 Abs. 1 Außenwirtschaftsverordnung (AWV)) strafbar machen. Die Gefahr einer Strafbarkeit wegen des Außenwirtschaftsgesetzes besteht wegen des Warentransfers, der zum Ausgleich des Geldtransfers stattfindet. Sobald Waren Deutschland verlassen, um in den Zielstaat transferiert zu werden, muss geprüft werden, ob ein Embargo besteht.

#### Geldwäschegesetz
Da es weder Aufzeichnungen über den Zahlungspflichtigen noch über den Zahlungsempfänger gibt, ist eine Identifizierung der Beteiligten durch Feststellung der Identität (Erheben von Angaben) und die Überprüfung der Identität gemäß § 1 Abs. 3 GwG nicht möglich. Da auch der wirtschaftlich Berechtigte gemäß § 3 GwG nicht ermittelt werden kann, handelt es sich nach § 1 Abs. 1 GwG um Geldwäsche, die als Straftatbestand gemäß § 261 StGB strafbar ist.

#### Rechtslage seit Juni 2009
Seit dem 25. Juni 2009 richtet sich die Strafbarkeit des Hawala-Banking nach dem neu erlassenen Zahlungsdiensteaufsichtsgesetz (ZAG). Es wurde ein detaillierter Tatbestand geschaffen, nach dem das Hawala-Banking, das ohne Genehmigung und Kontrolle der BaFin durchgeführt wurde, strafbar ist. Die Strafbarkeit richtet sich daher nach § 1 Abs. 1, 2 Nr. 6 ZAG, § 31 Abs. 1 Nr. 2 ZAG in Verbindung mit § 8 Abs. 1 ZAG. Für die Strafverfolgung kommt es für die Anwendung des ZAG oder des KWG auf den Zeitpunkt der Tatbegehung an: Wenn das Banking vor dem 25. Juni 2009 durchgeführt worden ist, gilt das alte KWG, nach diesem Zeitpunkt das aktuelle ZAG.

#### Hawala-Banking-Fälle
Im November 2019 wurden bei einer bundesweiten Razzia gegen illegales Hawala-Banking Geld, Fahrzeuge, Gold und Schmuck im Wert von 22 Millionen Euro beschlagnahmt. Leiter der Organisation soll ein Düsseldorfer Besitzer einer Juwelierkette sein, der in seinen Juwelierfilialen und Pfandhäusern in Berlin das Hawala-Banking-Geschäft betrieb.
Im November 2020 verurteilte das Landgericht Mannheim einen Mann zu zwei Jahren und neun Monaten Haft. Er hatte 8,4 Millionen Euro in 124 Fällen weitergeleitet und dafür 20.000 Euro Provision erhalten. Das Gericht verurteilte ihn wegen des unerlaubten Erbringens von Zahlungsdienstleistungen und der Mitgliedschaft in einer kriminellen Vereinigung. Mit Beschluss vom 2. Juni 2021 hat der Bundesgerichtshof die dagegen eingelegte Revision weitgehend verworfen und lediglich den Schuldspruch dahin geändert, dass der Angeklagte der mitgliedschaftlichen Beteiligung an einer kriminellen Vereinigung in Tateinheit mit unerlaubtem Erbringen von Zahlungsdienstleistungen schuldig ist.
Im März 2021 erhob die Staatsanwaltschaft Düsseldorf Anklage gegen sieben Männer, die als Hawaladar bis zu einer Million Euro pro Werktag von und nach Deutschland ausgeliefert haben sollen. Konkret wird ihnen die Erbringung unerlaubter Zahlungsdienste in 2367 Fällen vorgeworfen. Die Gesamtsumme aus diesen Transaktionen beläuft sich laut Anklage auf rund 213 Millionen Euro.
Im Oktober 2021 fand in NRW eine Razzia mit mehr als 1000 Polizisten statt, wobei  mehr als 80 Häuser, Wohnungen, Büros und Geschäftsobjekte durchsucht wurden. Hintergrund waren Ermittlungen gegen Mitglieder einer international agierenden Geldwäsche- und Hawala-Mafia mit illegalen Finanztransfers ins Ausland von 140 Millionen Euro. Elf Beschuldigte nahm  die Polizei fest. Ein verhafteter Syrer soll der islamistischen Al-Nusra-Front angehören und zwei weitere Verhaftete islamistische Gefährder sein. Insgesamt gab es im Verfahren 67 Verdächtige mit acht Nationalitäten. Vier der Verdächtigen werden als sogenannte „relevante Personen“ des islamistischen Spektrums eingestuft. Unter den Verdächtigen ist ein Großteil Syrer, zehn Deutsche, fünf Jordanier und vier Libanesen. Die Tatvorwürfe gehen von Geiselnahme bis zu Raub, Drogenhandel, gewerbsmäßiger Bandenbetrug und Terrorfinanzierung. Man stellte bei der Razzia Autos, Geld, Gold und eine Stereoanlage im Wert von 100.000 Euro im Gesamtwert von mehr als drei Millionen Euro sicher.

## Geschichte
Der Ursprung von Hawala und verwandten Systemen geht bis in die Antike zurück. Im China der Tang-Dynastie (618 bis 907 nach Christus) entstand für Steuerzahler oder bei Geschäftsbeziehungen ein als „fei qian“ bezeichnetes regionales Zahlungssystem.
Seit dem 8. Jahrhundert hat im Islam die Hawala eine immer weitreichendere Bedeutung im Wirtschaftsleben eingenommen. Sie geht zurück auf Abū Hanīfa (699–767), der islamische Rechtsnormen sammelte und verallgemeinerte. Die wesentlichen Beiträge stammen von Mālik ibn Anas (712–795), dem Begründer der Rechtslehre Madhhab. Die Hawala wird 1327 vom islamischen Rechtsgelehrten (arabisch faqīh) Abu Bakr ibn Mas ́du Al-Kāsānī als Rechtsinstitut der Scharia erwähnt. Sie entwickelte sich rund um das Ferghanatal und breitete sich schnell aus in Gebiete, wo Koran und Scharia galten. Im mittelalterlichen Islam tauchte im Zusammenhang mit der Hawala oft die notarielle Beurkundung (arabisch sakk) und der Wechsel in Form des Akkreditivs (arabisch suftajah) auf. Diese Kombination galt als Geldsurrogat für die Barzahlung.

## Internationale Verbreitung
Das Hawala-System wird insbesondere in islamischen Ländern genutzt und ist vor allem in den Maghrebstaaten, im Nahen Osten und Südasien etabliert; in Lateinamerika existiert seit den 1970er Jahren das „kolumbianische System“: es ist das Ergebnis des Peso-Schwarzmarktes. Hawala ist aber auch verbreitet in Staaten mit islamischem Bevölkerungsanteil. Dann verwenden vor allem muslimische Migranten Hawala für Rücküberweisungen an ihre Familien in den Heimatländern.
Ähnliche Systeme sind
- Hundi (Hindi „Sammeln“; Indien, Pakistan und Bangladesch),
- Fei Chien (chinesisch 飛錢 / 飞钱, Pinyin fēiqián, W.-G. fei1-ch’ien2 – „fliegendes Geld“; Volksrepublik China),
- Phoe Kuan (Thailand),
- Huikuan (匯款 / 汇款,  huìkuǎn – „Überweisung“; Volksrepublik China),
- Hui K’uan (von Vietnamesen vornehmlich in Australien betrieben) oder
- Padala („von Tür zu Tür“; Philippinen).[28]

Sie alle werden als IVTS (englisch Informal Value Transfer Systems) zusammengefasst.
Nach Aussagen supranationaler Organisationen wurden um das Jahr 2000 auf diesem Wege jährlich weltweit etwa 200 Milliarden Dollar transferiert. Nach Schätzungen des pakistanischen Finanzministers Shaukat Aziz gingen von den 6 Milliarden Dollar, die im Jahre 2000 nach Pakistan transferiert wurden, lediglich 1,2 Milliarden Dollar über das reguläre Bankensystem seines Landes. Nach Schätzungen von Experten der Financial Action Task Force on Money Laundering (FATF), die der OECD angeschlossen ist, benutzte um das Jahr 2000 die Hälfte der indischen Wirtschaft für Geldüberweisungen das Hawala-System.
Laut einer schwedischen Untersuchung von 280 Geldüberweisungsbüros wurden im Jahr 2003 in den 244 „offiziellen“ (Western Union, MoneyGram etc.) 1 Milliarde Kronen überwiesen, jedoch in den nur 36 „alternativen“, inoffiziellen Geldüberweisungsbüros 1,1 Milliarden Kronen. Als ein Zentrum des Hawala-Systems gilt der internationale Finanz- und Handelsplatz Dubai, an dem auch größere Überweisungen und die Verrechnung der Hawaladare getätigt werden. Von Fachleuten wird eine stärkere Nutzung von Geldautomaten (ATM) für Heimatüberweisungen der Arbeitsmigranten vorhergesagt, die zu einem geringeren Marktanteil des Hawala-Systems führen wird.
Die russische Drogenkontrollbehörde entdeckte im Juli 2005 eine kriminelle Organisation. Sie transferierte Gewinne aus dem Handel mit Rauschgift und Schmuggelwaren in Russland. Der Geldtransfer wurde seit 2003 über das Hawala-System abgewickelt.
Mittels Hawala werden auch Spenden an Terrororganisationen, zum Beispiel an den „Islamischen Staat“, transferiert.